# 山手村 (広島県)
山手村（やまてむら）は、広島県沼隈郡にあった村。現在の福山市の一部にあたる。

## 地理
- 河川：芦田川[1]

## 歴史
- 1889年（明治22年）4月1日、町村制の施行により、沼隈郡山手村が単独で村制施行し、山手村が発足[1][2]。山手村、郷分村の町村組合を結成し山手村に役場を置く[1]。
- 1942年（昭和17年）7月1日、福山市に編入され廃止[2][1]。

### 地名の由来
集落が山麓に沿うことによる。

## 産業
- 農業、養蚕、藁加工[1]

## 名所・旧跡
- 銀山城[1]